# توماس میچل (مربی)
توماس میچل (انگلیسی: Thomas Mitchell; ۱۸۴۳ – اوت ۱۹۲۱) مربی فوتبال اهل اسکاتلند بود.
وی اولین مربی تاریخ باشگاه فوتبال آرسنال بوده است.